# ルイス・マゴ
ルイス・エンリケ・デル・ピノ・マゴ（Luis Enrique Del Pino Mago  ,  1994年9月15日 - ）は、ベネズエラ・スクレ州クマナ出身のプロサッカー選手。サウジ・ファーストディヴィジョンリーグ・アル・ナジマSC所属。ポジションはDF。

## 来歴
2014年に国内リーグのデポルティーボ・アンソアテギでプロデビュー。2014-15シーズン途中にカラボボFCにローン移籍でプレーした後、2017年シーズンに完全移籍で再加入。同年のコパ・リベルタドーレスにも出場した。

## ベネズエラ代表
2018年9月8日のコロンビア戦で、ベネズエラ代表デビューを果たし、10月16日の対UAE戦で、代表戦初ゴールを記録。11月16日の日本戦でも先発出場した。2019年にはコパ・アメリカ2019の代表に選出。しかし、グループリーグ第1戦のペルー戦で退場処分を受けた。